# Беляна

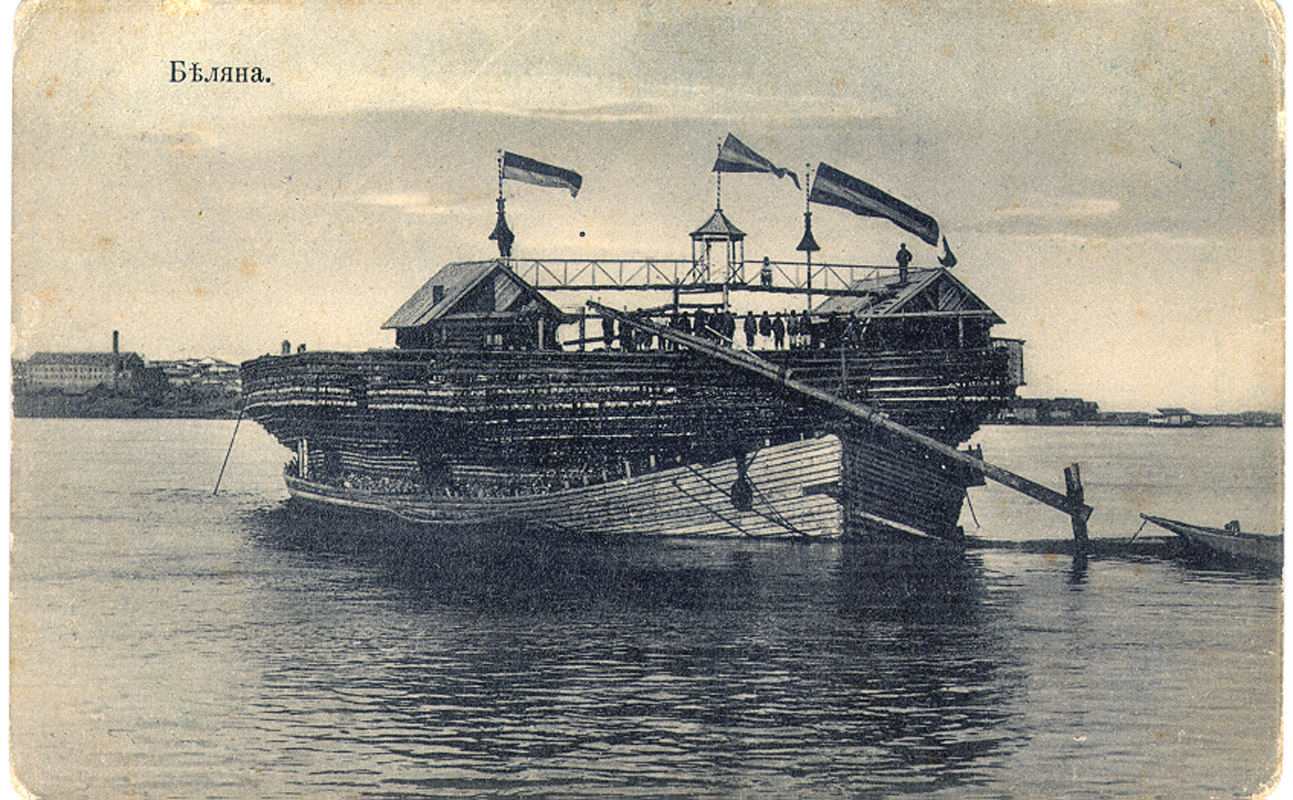
Беляна. Начало XX в.

Беля́на — деревянная некрашеная плоскодонная барка, использовавшаяся для сплава леса по рекам Волге и Каме в XIX — начале XX века.

## Конструкция

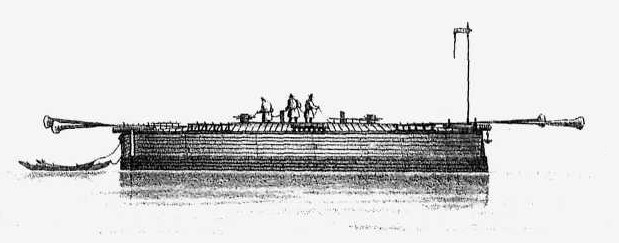
Изображение беляны из книги чертежей и рисунков, составленных П. А. Богославским к книге о купеческом судостроении в России

Беляны строились в местах добычи леса в Верхнем Поволжье и на Каме, и были рассчитаны только на один рейс вниз по течению. Конструкционно являлись потомками насадов и сохранили многие их свойства. Основным грузом была древесина, в некоторых случаях лыко, рогожа и другие подобные товары. Для управления оснащались парусом из рогожи. Длина корпуса достигала 100 метров, ширина — 25 метров, высота — 5 метров, грузоподъёмность — до 10 000 тонн. Материалом корпуса были лучшие лесоматериалы, но корпус не смолился, что определило название такого судна. Груз мог размещаться в корпусе и в надстройке с постепенным расширением за борта (до 2,5 — 3 метров). Верхняя палуба не предусматривалась, а приемлемая прочность судовой конструкции достигалась плотной укладкой гружёных лесоматериалов. Прямо сверху над уложенным грузом устанавливались два или три ворота для якорей и лотов, а также возводились казёнки, где проживала команда во время сплава.
Сплавлялись беляны, в основном, в Царицын (ныне — Волгоград), где лес-полуфабрикат и корпус разбирались на дрова или шли на лесопильные заводы для окончательной обработки.

## Беляны в искусстве

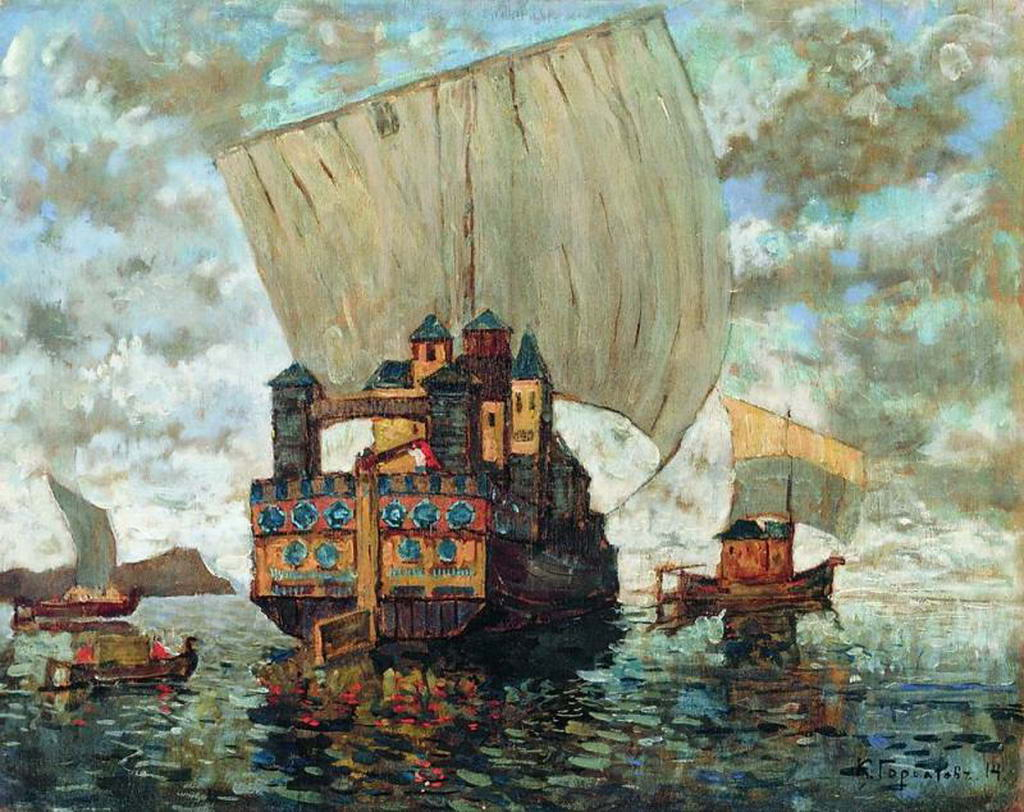
Горбатов К.И. Беляны (1914)